# Asuka Tateishi
Asuka Tateishi (立石 飛鳥 Tateishi Asuka?), född 9 juni 1983 i Kagoshima prefektur, är en japansk före detta fotbollsspelare.
Tateishi började sin karriär 2002 i Avispa Fukuoka. 2003 blev han utlånad till Thespa Kusatsu. 2005 flyttade han till Sagan Tosu. Efter Sagan Tosu spelade han för V-Varen Nagasaki. Han avslutade karriären 2009.